# Pervomaisk (Lugansk)
Pervomaisk (en ucraniano: Первомайськ; en ruso: Первомайск) o Sokologirsk (en ucraniano: Сокологірськ) es una ciudad ucraniana perteneciente al óblast de Lugansk. Situada en el sureste del país, hasta 2020 era parte del raión de Alchevsk, pero hoy es parte del raión de Lugansk y del municipio (hromada) de Kádievka.

## Historia
Fue fundada en el año 1765 con el  nombre de Petro-Maryevka. En 1872, a partir de minas artesanales que existían desde la década anterior se inició la explotación industrial de las minas de carbón. En 1920 el poblado fue renombrado Pervomaisk (primero de mayo), en honor al Día Internacional de los Trabajadores. En 1938 se le reconoció el rango de ciudad. En noviembre de 1941 la ciudad quedó en la línea del frente entre las tropas soviéticas y alemanas y desde julio de 1942 fue ocupada por las tropas nazis, siendo liberada en 1943. El desarrollo industrial más intenso se llevó a cabo en las décadas de 1970 y 1980.  A partir de la independencia de Ucrania fueron cerradas la planta local de producción de hormigón, dos minas y varios proyectos de infraestructura, lo cual generó desempleo. La minería continúa siendo una actividad clave.
En 2023, el grupo de trabajo de la Comisión Nacional de Estándares Lingüísticos Estatales incluyó a Pervomaisk en la lista de asentamientos en Ucrania  que pueden renombrarse como parte de las campañas de descomunización y la derusificación en Ucrania. El nombre elegido fue Sokologirsk (en ucraniano: Сокологірськ), aprobado en la Rada Suprema el 19 de septiembre de 2024.

## Demografía
La evolución de la población de Pervomaisk entre 1923 y 2021 fue la siguiente:
| 4,201                                                     | 10,745 | 30,131 | 43,671 | 45,779 | 44,525 | 51,025 | 43,082 | 39,355 | 39,105 | 38,801 | 38,640 | 38,435 | 36,311 |
| (Fuente: <http://pop-stat.mashke.org/ukraine-cities.htm>) |        |        |        |        |        |        |        |        |        |        |        |        |        |

Según el censo de 2001, la identidad étnica de la población se distribuía así: ucranianos 65,9%; rusos 27,3%; bielorrusos 1,1% y otros 5,7% (gitanos, moldavos, tártaros, judíos, mordvinos, alemanes y yakutos).